# عملة 500 ريال يمني
تُعد عملة 500 ريال يمني أحد الفئات النقدية للريال اليمني، وتُمثل ثاني أكبر فئة في النظام النقدي المحلي، بدأ البنك المركزي اليمني إصدار هذه الفئة في عام 1997،  وتلا ذلك إصدارات في الأعوام 2001، و2007، و2017.

## الإصدارات الورقية

### 1997
| الوصف | الوصف                             | الوصف                             | الوصف                             | الوصف               | الوصف             | الوصف             | الوصف             |
| --- | --------------------------------- | --------------------------------- | --------------------------------- | ------------------- | ----------------- | ----------------- | ----------------- |
| جهة الإصدار: البنك المركزي اليمني | جهة الإصدار: البنك المركزي اليمني | جهة الإصدار: البنك المركزي اليمني | جهة الإصدار: البنك المركزي اليمني | المُصمِم: غير معروف   | المُصمِم: غير معروف | المُصمِم: غير معروف | المُصمِم: غير معروف |
| العلامة المائية: | العلامة المائية:                  | العلامة المائية:                  | العلامة المائية:                  | الأبعاد (مم):       | الأبعاد (مم):     | الأبعاد (مم):     | الأبعاد (مم):     |
| وصف الوجه الأمامي |                                   |                                   |                                   |                     |                   |                   |                   |
| - الصور والرموز والرسومات: البنك المركزي، صنعاء - اللون: أزرق بنفسجي - الكتابات: البنك المركزي اليمني صدرت بموجب قانون البنك المركزي اليمني، عن البنك المركزي اليمني |                                   |                                   |                                   |                     |                   |                   |                   |
| وصف الوجه الخلفي |                                   |                                   |                                   |                     |                   |                   |                   |
| - الصور والرموز والرسومات: عرش بلقيس، مأرب - اللون: أصفر وأخضر - الكتابات: CENTRAL BANK OF YEMEN عرش بلقيس - مأرب FIVE HUNDRED RIALS                                 |                                   |                                   |                                   |                     |                   |                   |                   |
| صورة الوجه الأمامي | صورة الوجه الخلفي                 | مكان وتاريخ الإصدار               | المطبعة                           | التوقيع             | الأبعاد           | SCWPM             | الملاحظات         |
| |                                   | 1997                              | غير معروف                         | محافظ البنك المركزي |                   | YE-30             |                   |

### 2001 - 2007
| الوصف | الوصف                                       | الوصف                                       | الوصف                                       | الوصف                  | الوصف                  | الوصف                  | الوصف                  |
| --- | ------------------------------------------- | ------------------------------------------- | ------------------------------------------- | ---------------------- | ---------------------- | ---------------------- | ---------------------- |
| جهة الإصدار: البنك المركزي اليمني | جهة الإصدار: البنك المركزي اليمني           | جهة الإصدار: البنك المركزي اليمني           | جهة الإصدار: البنك المركزي اليمني           | المُصمِم: غير معروف      | المُصمِم: غير معروف      | المُصمِم: غير معروف      | المُصمِم: غير معروف      |
| العلامة المائية: شعار النبالة النسر الذهبي. | العلامة المائية: شعار النبالة النسر الذهبي. | العلامة المائية: شعار النبالة النسر الذهبي. | العلامة المائية: شعار النبالة النسر الذهبي. | الأبعاد (مم): 155 × 80 | الأبعاد (مم): 155 × 80 | الأبعاد (مم): 155 × 80 | الأبعاد (مم): 155 × 80 |
| وصف الوجه الأمامي |                                             |                                             |                                             |                        |                        |                        |                        |
| - الصور والرموز والرسومات: دار الحجر، صنعاء - اللون: أزرق - الكتابات: البنك المركزي اليمني صدرت بموجب قانون البنك المركزي اليمني، عن البنك المركزي اليمني دار الحجر |                                             |                                             |                                             |                        |                        |                        |                        |
| وصف الوجه الخلفي |                                             |                                             |                                             |                        |                        |                        |                        |
| - الصور والرموز والرسومات: مسجد المحضار، تريم - اللون: أصفر وأخضر - الكتابات: CENTRAL BANK OF YEMEN جامع المحضار FIVE HUNDRED RIALS                                 |                                             |                                             |                                             |                        |                        |                        |                        |
| صورة الوجه الأمامي | صورة الوجه الخلفي                           | مكان وتاريخ الإصدار                         | المطبعة                                     | التوقيع                | الأبعاد                | SCWPM                  | الملاحظات              |
| |                                             | 2001                                        | غير معروف                                   | محافظ البنك المركزي    | 155 × 80               | YE-31                  |                        |
| |                                             | 2007                                        | غير معروف                                   | محافظ البنك المركزي    | 155 × 80               | YE-34                  |                        |

### 2017
| الوصف | الوصف                             | الوصف                             | الوصف                             | الوصف                  | الوصف                  | الوصف                  | الوصف                  |
| --- | --------------------------------- | --------------------------------- | --------------------------------- | ---------------------- | ---------------------- | ---------------------- | ---------------------- |
| جهة الإصدار: البنك المركزي اليمني | جهة الإصدار: البنك المركزي اليمني | جهة الإصدار: البنك المركزي اليمني | جهة الإصدار: البنك المركزي اليمني | المُصمِم: غير معروف      | المُصمِم: غير معروف      | المُصمِم: غير معروف      | المُصمِم: غير معروف      |
| العلامة المائية: | العلامة المائية:                  | العلامة المائية:                  | العلامة المائية:                  | الأبعاد (مم): 155 × 69 | الأبعاد (مم): 155 × 69 | الأبعاد (مم): 155 × 69 | الأبعاد (مم): 155 × 69 |
| وصف الوجه الأمامي |                                   |                                   |                                   |                        |                        |                        |                        |
| - الصور والرموز والرسومات: مسجد المحضار، تريم - اللون: أزرق - الكتابات: البنك المركزي اليمني صدرت بموجب قانون البنك المركزي اليمني، عن البنك المركزي اليمني جامع المحضار |                                   |                                   |                                   |                        |                        |                        |                        |
| وصف الوجه الخلفي |                                   |                                   |                                   |                        |                        |                        |                        |
| - الصور والرموز والرسومات: دار الحجر، صنعاء - اللون: أزرق - الكتابات: CENTRAL BANK OF YEMEN FIVE HUNDRED RIALS                                                           |                                   |                                   |                                   |                        |                        |                        |                        |
| صورة الوجه الأمامي | صورة الوجه الخلفي                 | مكان وتاريخ الإصدار               | المطبعة                           | التوقيع                | الأبعاد                | SCWPM                  | الملاحظات              |
| |                                   | 2017                              | غوزناك                            | محافظ البنك المركزي    | 155 × 69               | YE-39                  |                        |

## الإصدارات التذكارية
| \| \|                                                                                  | \| \|                                                                                  | \| \|                                                                          | \| \|                                                                          | \| \| |
| -------------------------------------------------------------------------------------- | -------------------------------------------------------------------------------------- | ------------------------------------------------------------------------------ | ------------------------------------------------------------------------------ | ----- |
| 500 ريال يمني معدني (2004)                                                             |                                                                                        |                                                                                |                                                                                |       |
| الوجه : البنك المركزي اليمني 500 ريال - 500 RIALS 1425هـ - 2004م CENTRAL BANK OF YEMEN | الوجه : البنك المركزي اليمني 500 ريال - 500 RIALS 1425هـ - 2004م CENTRAL BANK OF YEMEN | العكس : صنعاء عاصمة للثقافة العربية 2004 SANA'A 2004 THE ARAB CULTURAL CAPITAL | العكس : صنعاء عاصمة للثقافة العربية 2004 SANA'A 2004 THE ARAB CULTURAL CAPITAL |       |
| الكتلة 21.25 غ                                                                         | المعدن زنك                                                                             | القطر 35.2 مم                                                                  | السُمك                                                                          |       |
| المصمم(ون)                                                                             | المصمم(ون)                                                                             | الحواف مسكوك                                                                   | الحواف مسكوك                                                                   |       |
| الطرازات 2004                                                                          | الطرازات 2004                                                                          | القيمة الاسمية 500 ريال يمني                                                   | القيمة الاسمية 500 ريال يمني                                                   |       |
|                                                                                        |                                                                                        |                                                                                |                                                                                |       |

## طالع أيضًا
- قائمة النقود المعدنية اليمنية